# 千禧門

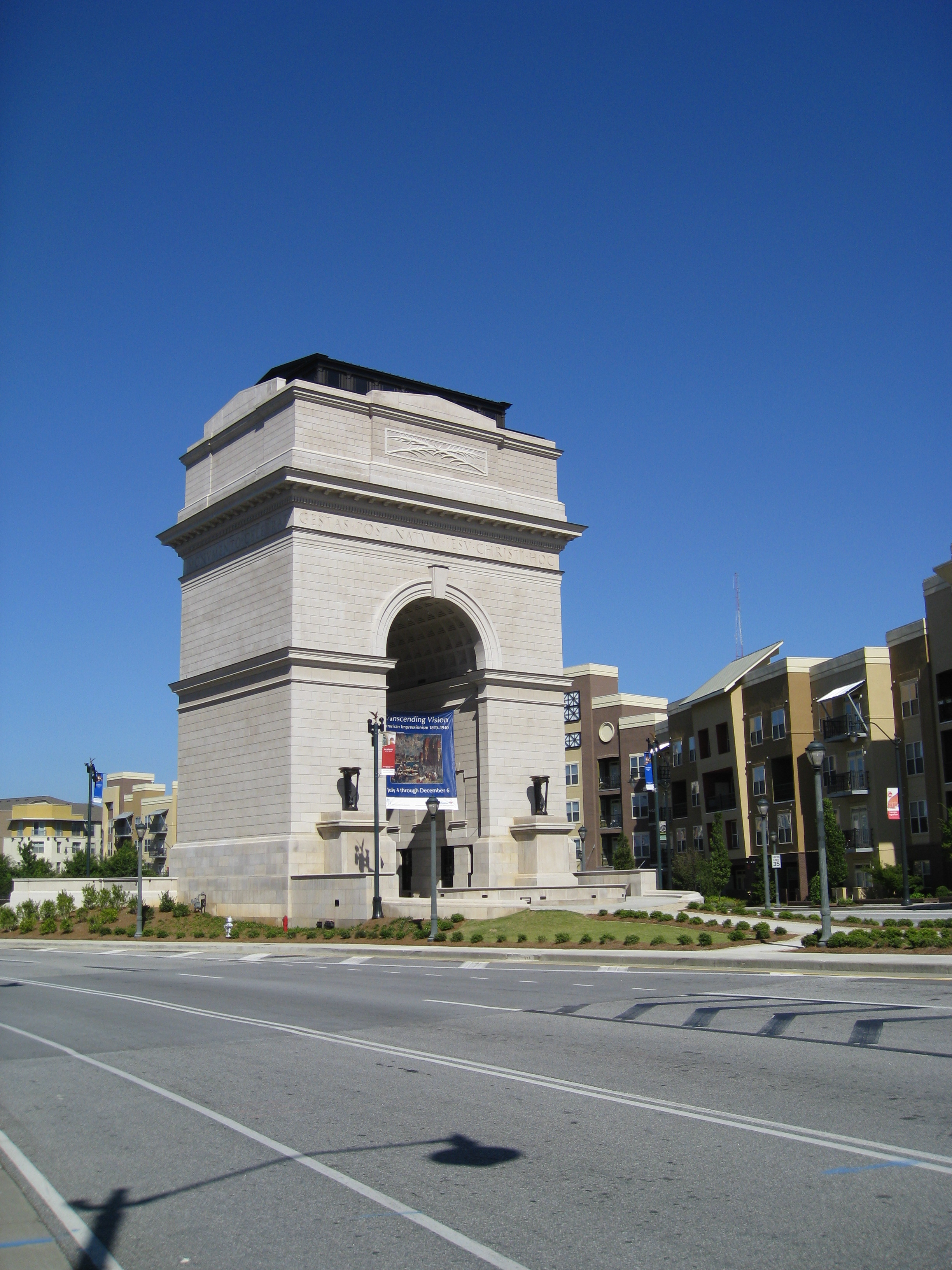

千禧門（Millennium Gate Museum）是位於美國亞特蘭大的一座凱旋門建筑和佐治亚历史博物館，坐落于中城区大西洋站区的17街。千禧门的修建是为了纪念人们所达成的和平成就。
千禧門於2008年7月4日開幕，修建耗資2000萬美元。截止2011年，千禧門是美國繼傑佛遜紀念堂之後最大的紀念建築。